# 宇宙的起源
在现代宇宙学中，宇宙起源，即一个涌现出当下存在于宇宙中的物质和能量时刻的瞬间。这个假设也被称为“宇宙大爆炸”（Big-Bang）这个理论已被大部分科学家所认可，此理论假设宇宙起源于13 730±120万年前左右，在一个特定的瞬间。
在20世纪30年代，美国天文学家愛德文·哈勃曾证实，宇宙正在扩大中。另外，一位牧师和天体物理学家乔治·勒梅特根据阿尔伯特·爱因斯坦的方程式及其的廣義相對論也描述了这一现象。然而，爱因斯坦并没有相信他自己的研究结果，他觉得宇宙的无限膨胀是荒谬的，因此他后来补充了宇宙学常数（这个理论解决了宇宙无限扩张的问题）。